# Bahnstrecke Šurany–Topoľčianky
| Kursbuchstrecke (ZSSK): | 150, 151                                               |                                              |                                              |
| Streckenlänge: | 44,643 km                                              |                                              |                                              |
| Spurweite: | 1435 mm (Normalspur)                                   |                                              |                                              |
| Streckenklasse: | Šurany–Zlaté Moravce: D4 Zlaté Moravce–Topoľčianky: D3 |                                              |                                              |
| Stromsystem: | Šurany–Úľany nad Žitavou: 25 kV, 50 Hz ~               |                                              |                                              |
| Streckengeschwindigkeit: | 100 km/h                                               |                                              |                                              |
| |                                                        |                                              |                                              |
| \| \| \| von Nové Zámky \| \| \| \| \| von Palárikovo \| \| \| \| 0,000 \| Šurany früher Nagysurány \| Šurany früher Nagysurány \| \| \| \| nach Veľké Bielice \| \| \| \| 2,711 \| Šurany zastávka \| Šurany zastávka \| \| \| \| Nitra \| \| \| \| 5,594 \| Úľany nad Žitavou früher Zsitvafödémes \| Úľany nad Žitavou früher Zsitvafödémes \| \| \| \| nach Levice \| \| \| \| 10,364 \| Malá Maňa früher Kismánya \| Malá Maňa früher Kismánya \| \| \| 11,574 \| Maňa zastávka \| Maňa zastávka \| \| \| 12,707 \| Maňa früher Nagymánya \| Maňa früher Nagymánya \| \| \| 14,157 \| Kmeťovo \| Kmeťovo \| \| \| 16,044 \| Michal nad Žitavou früher Szentmihályúr \| Michal nad Žitavou früher Szentmihályúr \| \| \| 18,120 \| Martinová \| Martinová \| \| \| 19,015 \| Lúčnica nad Žitavou \| Lúčnica nad Žitavou \| \| \| 21,647 \| Dyčka früher Vajk \| Dyčka früher Vajk \| \| \| 24,388 \| Vráble früher Verebély \| Vráble früher Verebély \| \| \| \| Staatsgrenze Ungarn–Slowakei (1938–1945) \| \| \| \| 29,096 \| Nová Ves nad Žitavou früher Zsitvaujfalu mh. \| Nová Ves nad Žitavou früher Zsitvaujfalu mh. \| \| \| 32,250 \| Slepčany früher Betekincscsárda mh. \| Slepčany früher Betekincscsárda mh. \| \| \| 35,601 \| Tesárske Mlyňany früher Barstaszár \| Tesárske Mlyňany früher Barstaszár \| \| \| \| von Lužianky \| \| \| \| 40,652 \| Zlaté Moravce früher Aranyosmarót \| Zlaté Moravce früher Aranyosmarót \| \| \| 42,812 \| Odb. Topoľčianky \| Odb. Topoľčianky \| \| \| \| nach Kozárovce \| \| \| \| 44,643 \| Topoľčianky früher Kistapolcsány \| Topoľčianky früher Kistapolcsány \| |                                                        |                                              |                                              |
| Strecke |                                                        | von Nové Zámky                               | von Nové Zámky                               |
| Abzweig geradeaus und von links |                                                        | von Palárikovo                               | von Palárikovo                               |
| Bahnhof | 0,000                                                  | Šurany früher Nagysurány                     | Šurany früher Nagysurány                     |
| Abzweig geradeaus und nach links |                                                        | nach Veľké Bielice                           | nach Veľké Bielice                           |
| Haltepunkt / Haltestelle | 2,711                                                  | Šurany zastávka                              | Šurany zastávka                              |
| Brücke über Wasserlauf |                                                        | Nitra                                        | Nitra                                        |
| Bahnhof | 5,594                                                  | Úľany nad Žitavou früher Zsitvafödémes       | Úľany nad Žitavou früher Zsitvafödémes       |
| Abzweig geradeaus und nach rechts |                                                        | nach Levice                                  | nach Levice                                  |
| Haltepunkt / Haltestelle | 10,364                                                 | Malá Maňa früher Kismánya                    | Malá Maňa früher Kismánya                    |
| Haltepunkt / Haltestelle | 11,574                                                 | Maňa zastávka                                | Maňa zastávka                                |
| Bahnhof | 12,707                                                 | Maňa früher Nagymánya                        | Maňa früher Nagymánya                        |
| Haltepunkt / Haltestelle | 14,157                                                 | Kmeťovo                                      | Kmeťovo                                      |
| Haltepunkt / Haltestelle | 16,044                                                 | Michal nad Žitavou früher Szentmihályúr      | Michal nad Žitavou früher Szentmihályúr      |
| Haltepunkt / Haltestelle | 18,120                                                 | Martinová                                    | Martinová                                    |
| Haltepunkt / Haltestelle | 19,015                                                 | Lúčnica nad Žitavou                          | Lúčnica nad Žitavou                          |
| Haltepunkt / Haltestelle | 21,647                                                 | Dyčka früher Vajk                            | Dyčka früher Vajk                            |
| Bahnhof | 24,388                                                 | Vráble früher Verebély                       | Vráble früher Verebély                       |
| Grenze |                                                        | Staatsgrenze Ungarn–Slowakei (1938–1945)     | Staatsgrenze Ungarn–Slowakei (1938–1945)     |
| Haltepunkt / Haltestelle | 29,096                                                 | Nová Ves nad Žitavou früher Zsitvaujfalu mh. | Nová Ves nad Žitavou früher Zsitvaujfalu mh. |
| Haltepunkt / Haltestelle | 32,250                                                 | Slepčany früher Betekincscsárda mh.          | Slepčany früher Betekincscsárda mh.          |
| Haltepunkt / Haltestelle | 35,601                                                 | Tesárske Mlyňany früher Barstaszár           | Tesárske Mlyňany früher Barstaszár           |
| Abzweig geradeaus und von links |                                                        | von Lužianky                                 | von Lužianky                                 |
| Bahnhof | 40,652                                                 | Zlaté Moravce früher Aranyosmarót            | Zlaté Moravce früher Aranyosmarót            |
| Blockstelle | 42,812                                                 | Odb. Topoľčianky                             | Odb. Topoľčianky                             |
| Abzweig geradeaus und nach rechts |                                                        | nach Kozárovce                               | nach Kozárovce                               |
| Betriebs-/Güterbahnhof Streckenende | 44,643                                                 | Topoľčianky früher Kistapolcsány             | Topoľčianky früher Kistapolcsány             |

Die Bahnstrecke Šurany–Topoľčianky ist eine regionale Eisenbahnverbindung in der Slowakei. Sie beginnt in Šurany und führt im Tal der Žitava über Úľany nad Žitavou und Zlaté Moravce nach Topoľčianky. Der Abschnitt zwischen Šurany und Úľany nad Žitavou ist Teil der sogenannten „Südslowakischen Eisenbahnmagistrale“ von Bratislava über Nové Zámky und Zvolen nach Košice.

## Geschichte
Am 7. September 1894 wurde die Strecke als private Lokalbahn Zsitvatal-Lokalbahn bis Aranyosmarót (Zlaté Moravce) eröffnet. Die Erweiterung nach Kistapolcsány (Topoľčianky) ging am 21. September 1895 in Betrieb. Den Betrieb führten die Königlich Ungarischen Staatsbahnen (MÁV) für Rechnung der Eigentümer. Der Sommerfahrplan von 1912 wies insgesamt vier gemischte Zugpaare zwischen Érsekújvár und Kistapolcsány aus, die für diese Relation etwa drei Stunden benötigten.

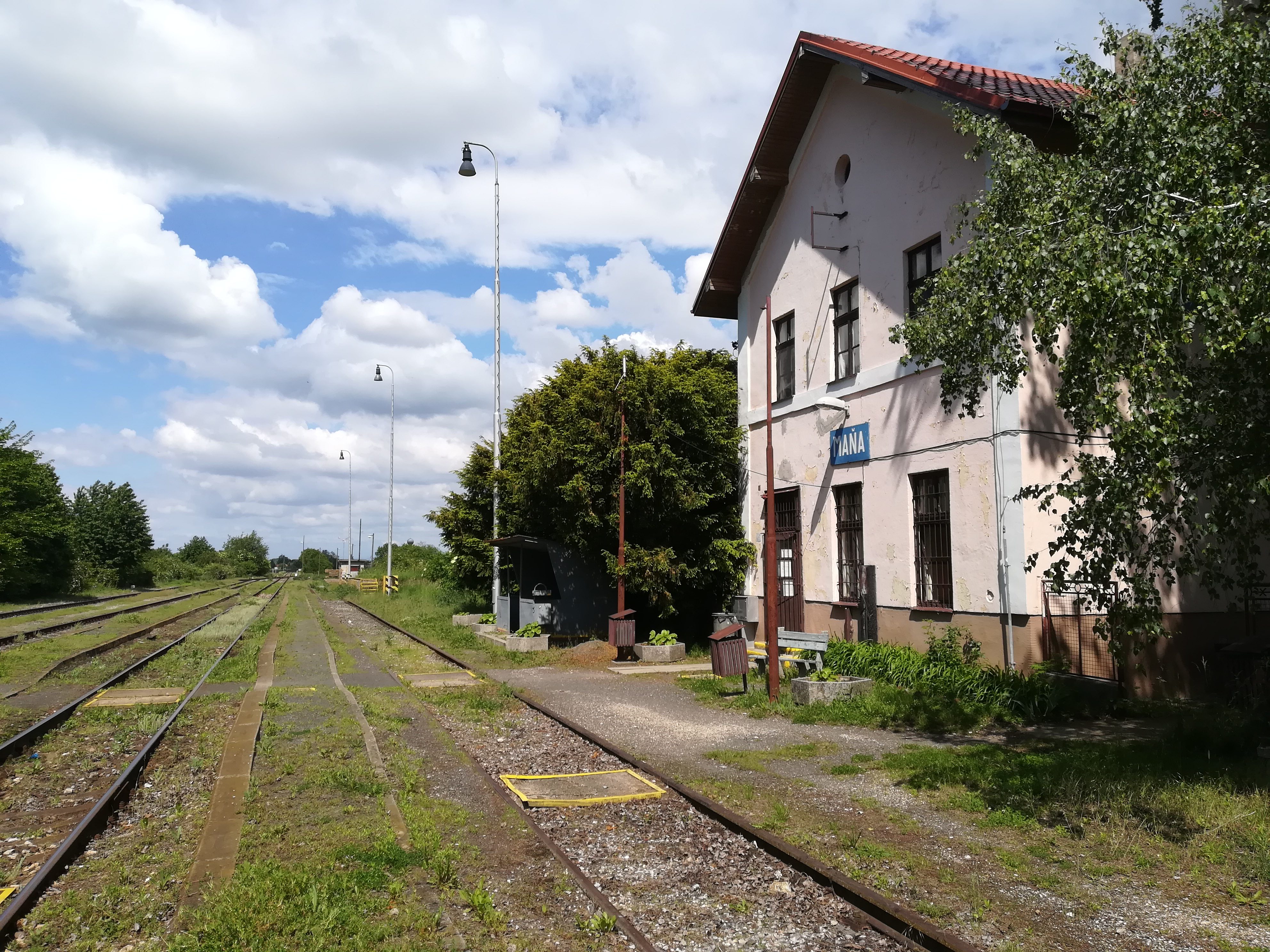
Bahnhof Maňa (2019)

Nach dem Zerfall Österreich-Ungarns im Oktober 1918 und der Gründung des neuen Staates Tschechoslowakei ging die Betriebsführung an die neu gegründeten Tschechoslowakischen Staatsbahnen (ČSD) über. Die ungarischen Betriebsstellennamen wurden in der Folge durch slowakische ersetzt. Der Abschnitt zwischen Šurany und Úľany nad Žitavou war nun Teil einer innerslowakischen Fernverbindung, die von Bratislava über Nové Zámky, Zvolen nach Banská Bystrica verlief.
Ab den 1930er Jahren setzten die ČSD im Reiseverkehr moderne Motorzüge ein, die sowohl eine Verdichtung des Fahrplanes als auch eine deutliche Fahrzeitverkürzung ermöglichten. Der Sommerfahrplan 1938 verzeichnete fünf Personenzugpaare, die sämtlich als Motorzug geführt waren. Weitere Züge fuhren auf Teilstrecken.
Nach dem Ersten Wiener Schiedsspruch kamen die mehrheitlich ungarisch besiedelten Gebiete der Tschechoslowakei und damit auch die Strecke zwischen Šurany und Vráble (ungarisch: Verebély) im November 1938 wieder zu Ungarn. Betreiber dieses Streckenabschnittes waren nun wieder die MÁV. Im Sommerfahrplan 1941 verkehrte im Betrieb der slowakischen Staatsbahn Slovenské železnice (SŽ) fünf Personenzugpaare zwischen Nová Ves nad Žitavou und Zlaté Moravce, die mehrheitlich von und nach Topoľčianky durchgebunden waren. Ein grenzüberschreitender Betrieb fand nicht satt. Nach dem Zweiten Weltkrieg kam die Strecke 1945 wieder vollständig zu den ČSD.

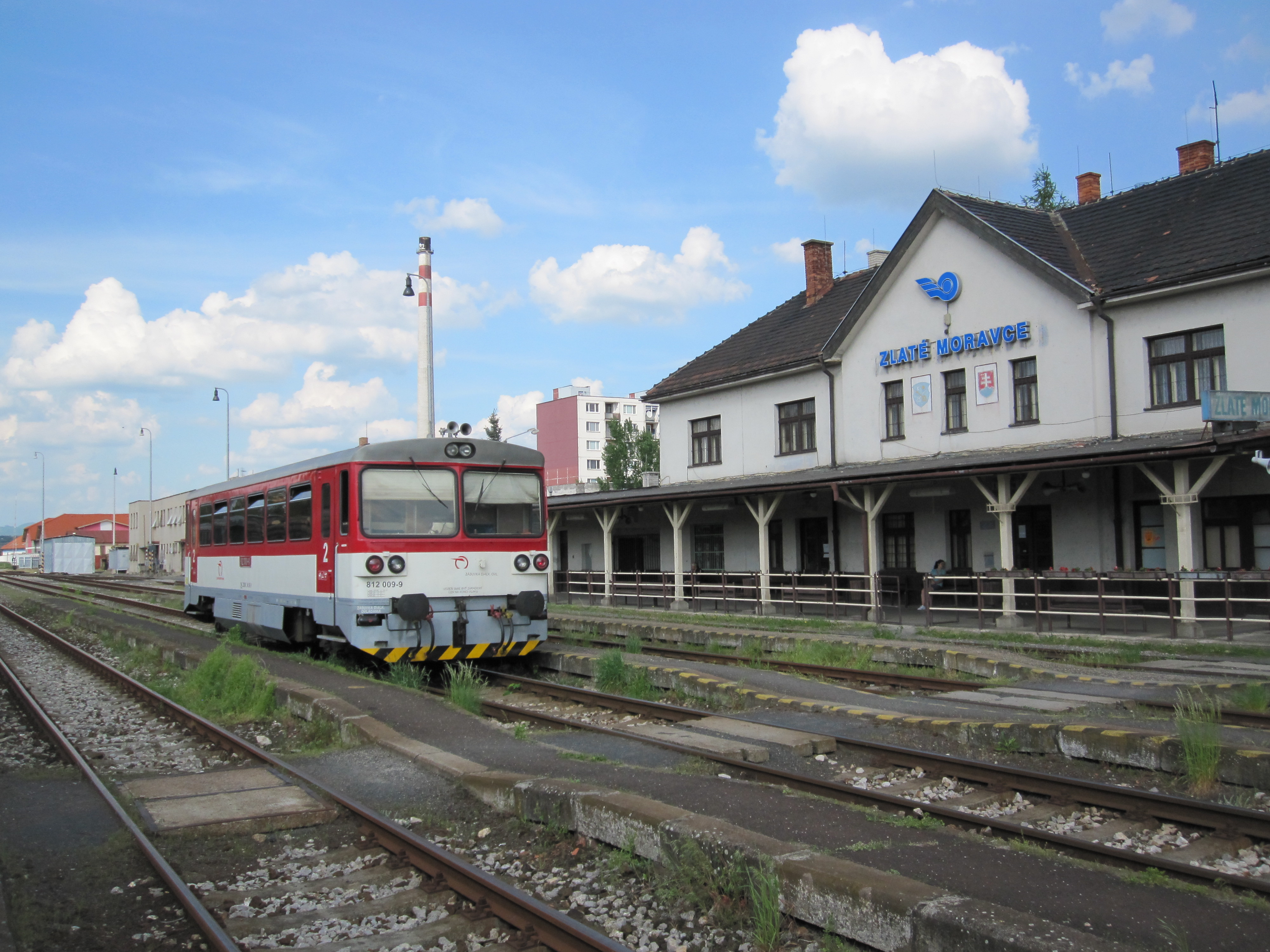
Bahnhof Zlaté Moravce (2012)

Der Personenverkehr auf dem Abschnitt zwischen Zlaté Moravce und dem Endpunkt Topoľčianky wurden zugunsten von Autobusverbindungen immer mehr eingeschränkt und in den 1970er Jahren eingestellt. Zwischen Šurany und Zlaté Moravce wurde der Fahrplan dagegen auf bis zu acht tägliche Personenzugpaare verdichtet, wobei ein Teil der Fahrten weiterhin von und nach Nové Zámky durchgebunden war.
Der elektrische Eisenbahnbetrieb zwischen Šurany und Úľany nad Žitavou im Zuge der Fernverbindung Bratislava–Zvolen wurde am 20. Dezember 1991 aufgenommen.
Am 1. Januar 1993 ging die Strecke in Folge der Dismembration der Tschechoslowakei an die neu gegründeten Železnice Slovenskej republiky (ŽSR) über.
Am 2. Februar 2003 wurde der Personenverkehr zwischen Úľany nad Žitavou und Zlaté Moravce eingestellt, aber schon am 15. Juni 2003 wieder aufgenommen.
Im Jahresfahrplan 2021 wird die Strecke werktags mit vier Personenzugpaaren zwischen Šurany und Zlaté Moravce bedient. Sie benötigen für die 40 Kilometer lange Strecke etwa eine Stunde.